# Powiat piltyński
Powiat piltyński, inaczej też ziemia piltyńska (łac. Districtus Regii Piltensis, niem. Kreis Pilten) – autonomiczna część unii polsko-litewskiej, w latach 1685-1717 w unii z Księstwem Kurlandii i Semigalii.

## Geneza
Po śmierci Magnusa Inflanckiego posiadane przez niego ziemie, będące uprzednio uposażeniem biskupa kurlandzkiego, zostały przyłączone do unii polsko-litewskiej, jako powiat piltyński, na podstawie traktatu polsko-duńskiego, zawartego 10 kwietnia 1585 r. w Kronborgu.

## Starostwo piltyńskie
W efekcie postanowień traktatu kronborskiego z 1585 r. niegrodowe starostwo piltyńskie stanowiło zastaw związany z zapłatą na rzecz Danii za przekazanie powiatu piltyńskiego unii polsko-litewskiej. Od 1623 r. zastaw ten należał do rodziny Maydell, której członkom na tej podstawie przysługiwał tytuł starostów piltyńskich.

## Rozbiór
W wyniku III rozbioru w 1795 r. powiat piltyński wszedł w skład należącej do Rosji guberni kurlandzkiej.